# Monika Rüegger

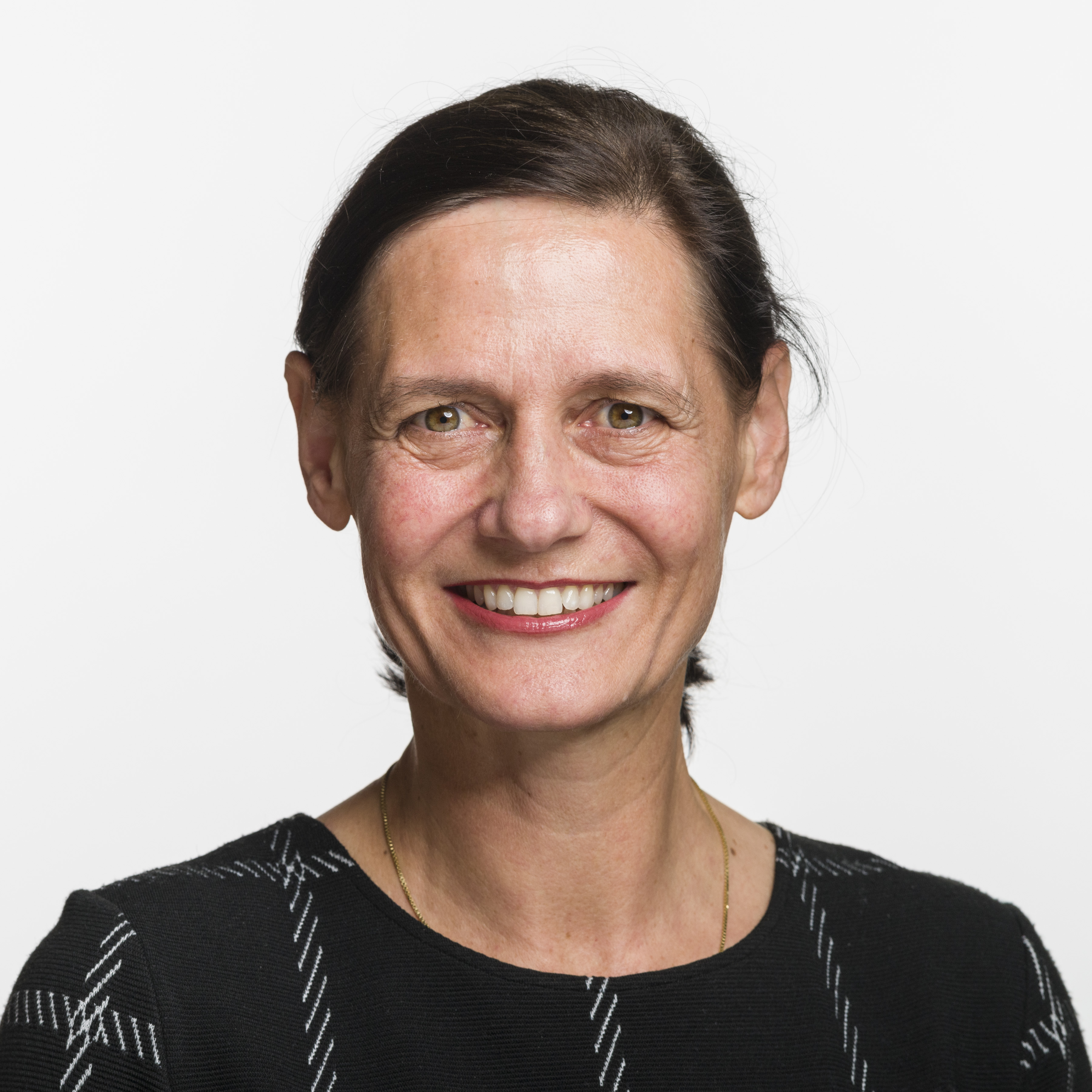
Monika Rüegger (2019)

Monika Rüegger (* 25. März 1968 in Engelberg) ist eine Schweizer Politikerin (SVP) aus dem Kanton Obwalden. Sie wurde an den eidgenössischen Wahlen am 20. Oktober 2019 in den Nationalrat gewählt und ist damit die erste Frau, die Obwalden in einem eidgenössischen Rat vertritt.

## Leben
Monika Rüegger ist in Engelberg auf dem elterlichen Bauernhof aufgewachsen. Sie ist verheiratet und Mutter von vier Söhnen. Als gelernte Metallbauplanerin leitete sie Projekte in den Kantonen Nidwalden, Bern, Luzern und Zürich und kümmerte sich um die Familie.

## Politik
Monika Rüegger ist seit 2016 Präsidentin der SVP Kanton Obwalden und sass in verschiedenen Kommissionen. Sie war von 2010 bis 2020 Kantonsrätin und von 2011 bis 2020 Schulrätin in Engelberg. Sie gilt als liberal und EU-kritisch und setzt sich für einen schlanken Staat und gegen Regulierung ein. Ihre Kandidatur für den Nationalrat gab sie am 14. Juni 2019, am Tag des nationalen Frauenstreiks, bekannt, obwohl sie sich selber nicht als Frauenrechtlerin versteht. Sie wandte sich gegen ein kantonales Gleichstellungsbüro in Obwalden, das aus ihrer Sicht unnötig sei. In den eidgenössischen Wahlen 2019 wurde sie in den Nationalrat gewählt und nahm Einsitz in der Kommission für Umwelt, Raumplanung und Energie. Bei den eidgenössischen Wahlen 2023 wehrte sie den Angriff des FDP-Kandidaten Nico Fankhauser ab und wurde wiedergewählt.